# Lijst van Zuid-Afrikaanse steden
Hieronder volgt een lijst van steden in Zuid-Afrika op alfabetische volgorde gerangschikt:

## B
- Benoni (Zuid-Afrika)
- Bisho
- Bloemfontein
- Boksburg

## D
- Dordrecht (Zuid-Afrika)
- Durban (Zuid-Afrika)

## G
- Germiston

## J
- Johannesburg

## K
- Kaapstad
- Khayelitsha
- Kimberley
- Kroonstad

## M
- Mafikeng
- Midrand
- Mthatha

## N
- Nelspruit

## O
- Oos-Londen

## P
- Phuthaditjhaba
- Polokwane
- Pietermaritzburg
- Port Elizabeth
- Potchefstroom
- Pretoria

## S
- Sharpeville
- Siyabuswa
- Soweto
- Springs
- Stellenbosch

## T
- Thohoyandou

## U
- Uitenhage
- Ulundi

## W
- Welkom